# David Garrick
David Garrick (19. února 1717 – 20. ledna 1779) byl anglický herec, dlouholetý ředitel Královského divadla Drury Lane, režisér a dramatik. Byl žákem a přítelem Samuela Johnsona. Proslul ve shakespearovských rolích a svým působením jako herec a divadelník ovlivnil téměř všechny aspekty anglického divadla 18. století. Zejména jeho příklad vedl ke zcivilnění dobového hereckého projevu. Zasloužil se rovněž o oživení pozapomenutých her starších dramatiků. Jeho působení rovněž vedlo ke zvýšení prestiže divadelních profesí. Samuel Johnson o tom řekl: „Jeho povolání ho učinilo bohatým a on očinil své povolání respektovaným.“ Po smrti byl Garrickovi pro jeho zásluhy uspořádán pohřeb ve Westminsterském opatství.